# Noradouz
Noradouz ou Noratus (en arménien Նորատուս) est une communauté rurale du marz de Gegharkunik, en Arménie. Elle compte 6 917 habitants en 2008.

## Cimetière
Noradouz compte une Église de la Sainte-Mère-de-Dieu (Noradouz) (construite au IXe siècle) et un site exceptionnel de tombes médiévales. Ces pierres tombales sont appelées khatchkars. Noradouz est le lieu le plus important de khatchkars en Arménie, au bord du lac Sevan. L'endroit est complété par une chapelle dédiée à saint Grégoire, construite au XIIIe siècle. 

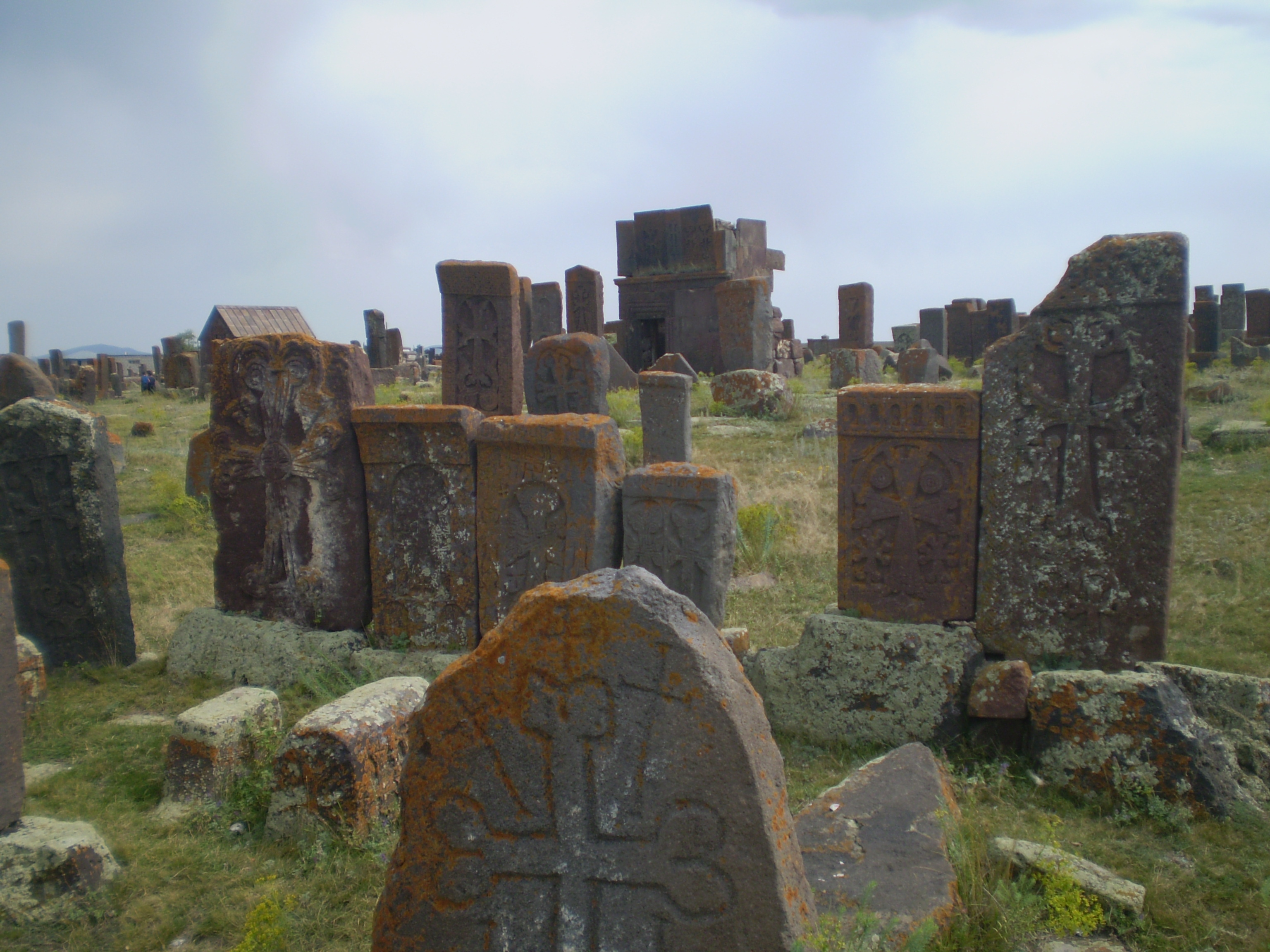
Le cimetière de Noradouz.
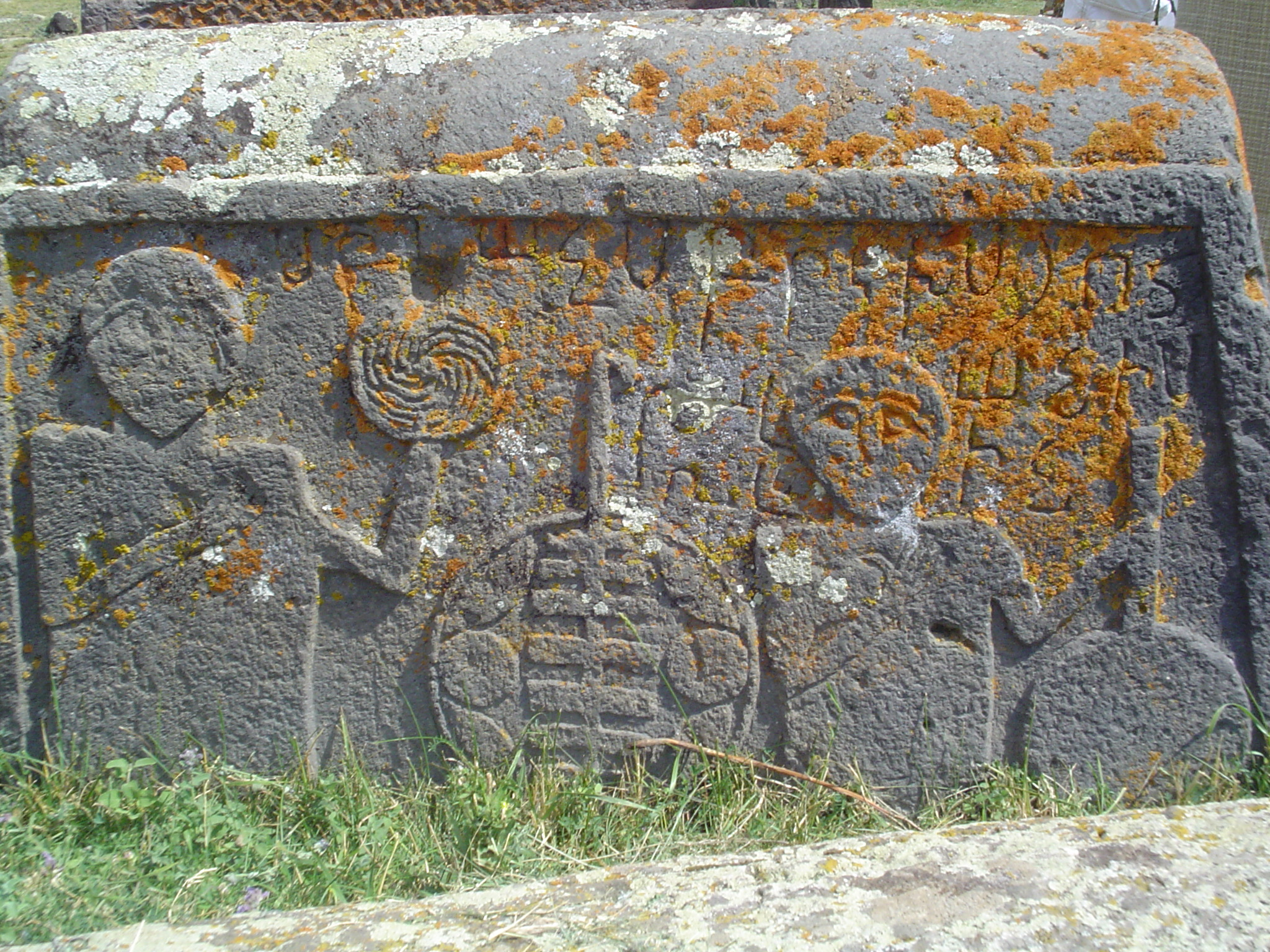
Pierre tombale de Noradouz.
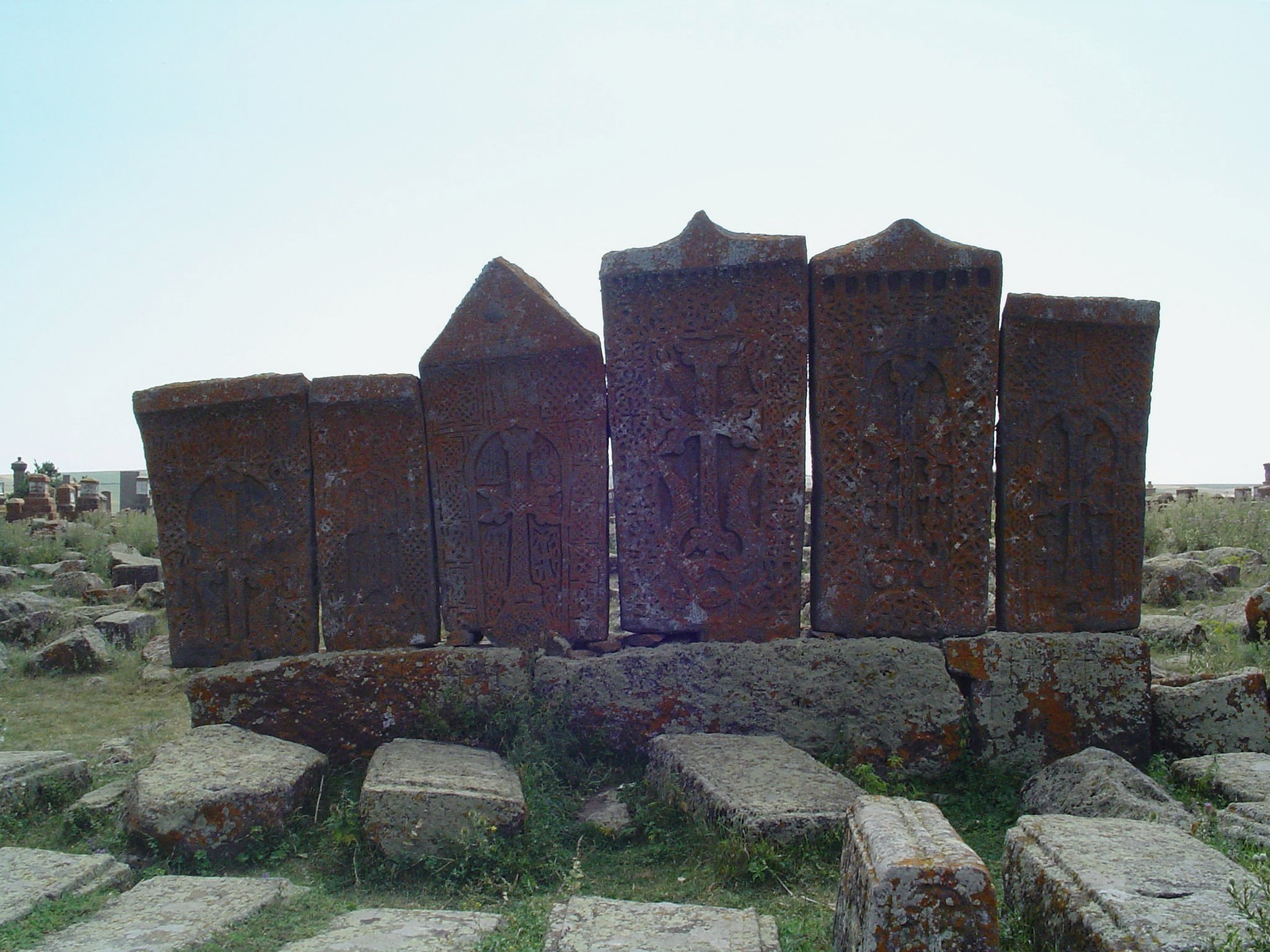
Khatchkars.
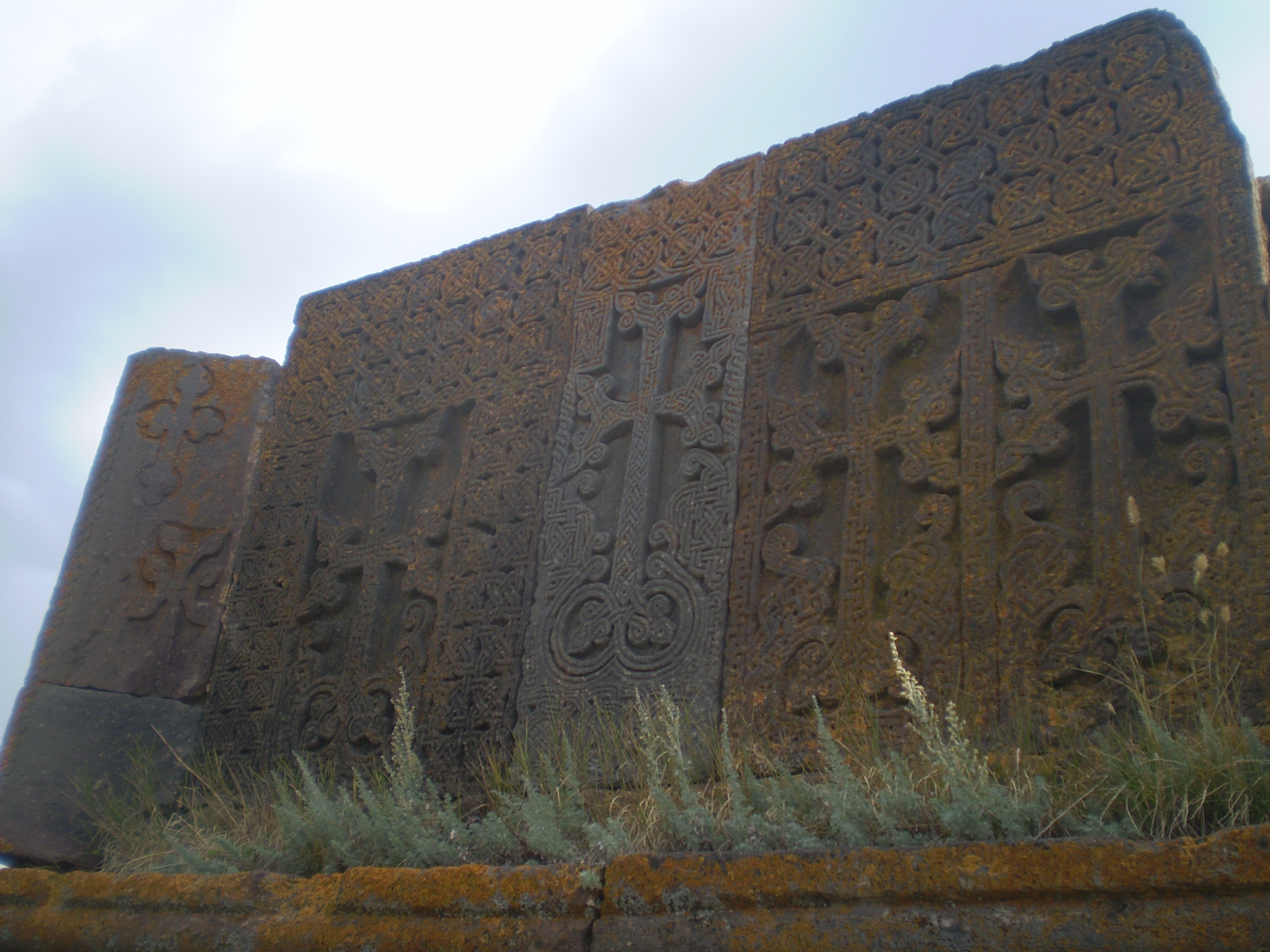
Khatchkars.